# Trichosetodes anaksepuluh
Trichosetodes anaksepuluh är en nattsländeart som beskrevs av Malicky och Chantaramongkol in Malicky 1995. Trichosetodes anaksepuluh ingår i släktet Trichosetodes och familjen långhornssländor. Inga underarter finns listade i Catalogue of Life.